# Вохтожское муниципальное образование

Объединение муниципальных образований в 2013 году

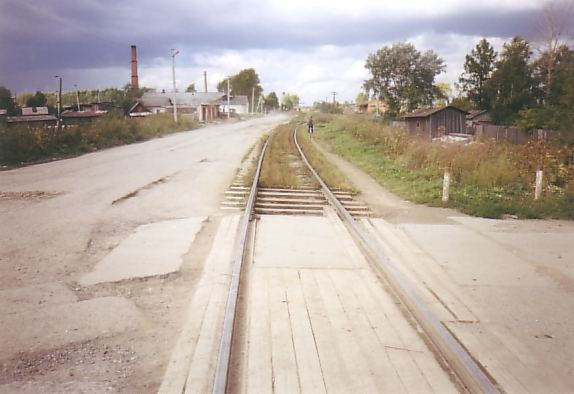
посёлок Вохтога

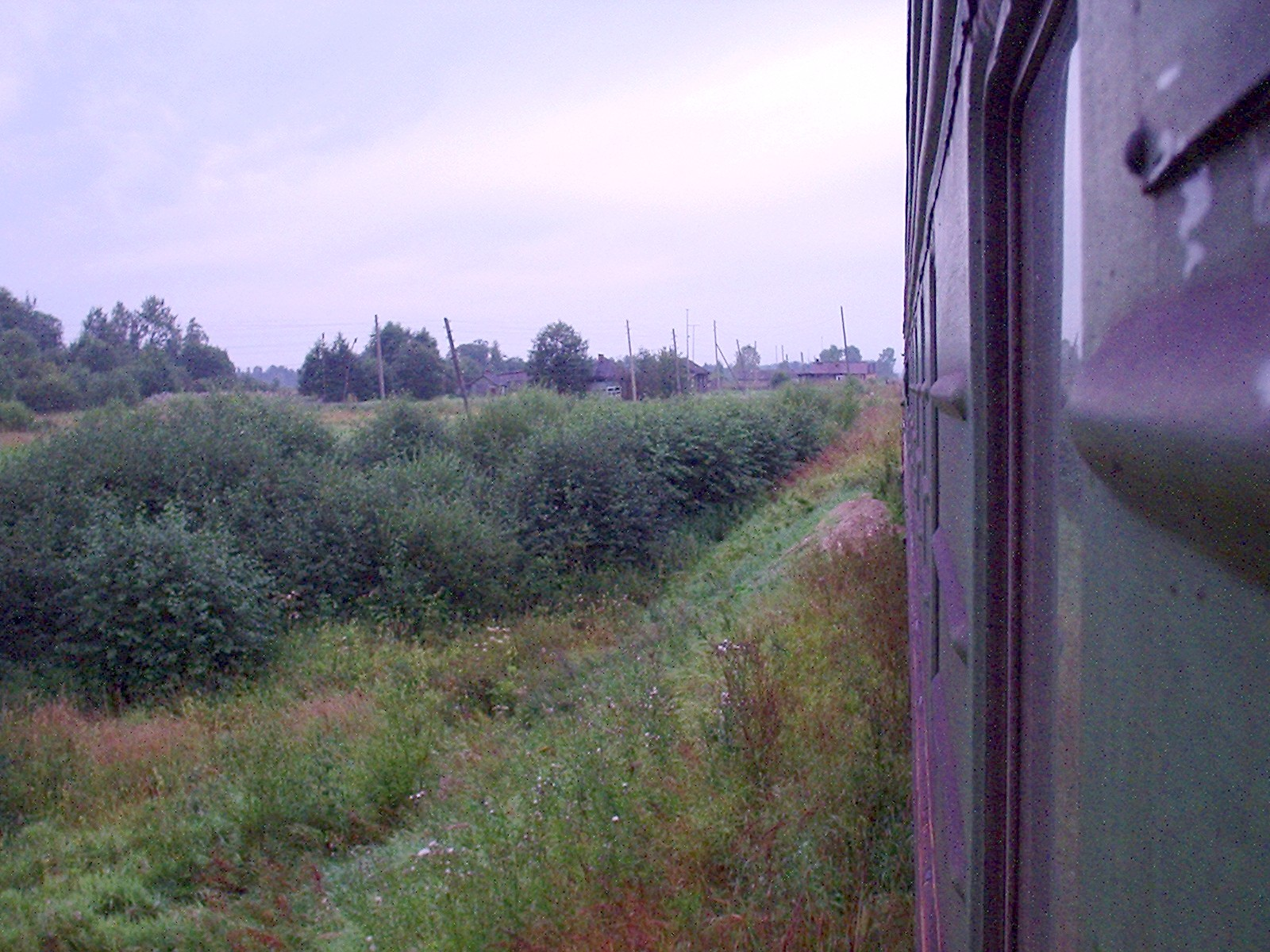
посёлок Монза

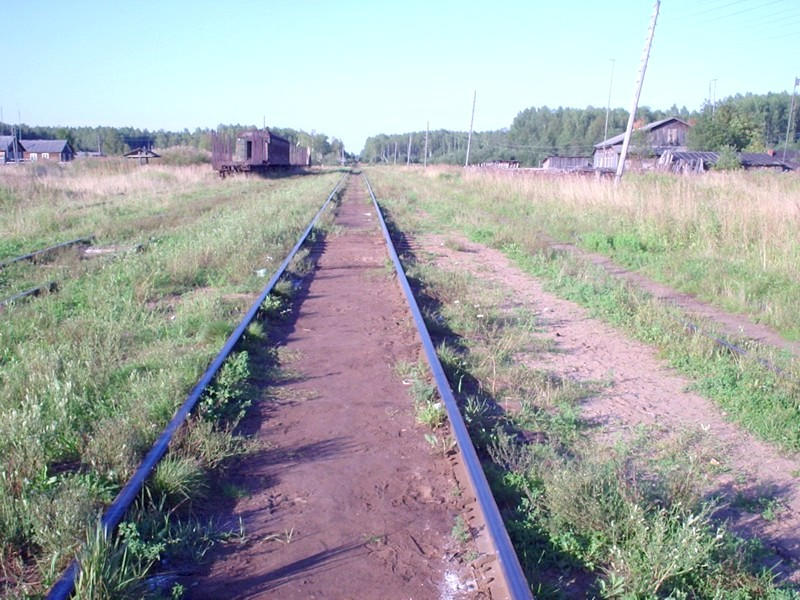
посёлок Истопный, станция Истопная

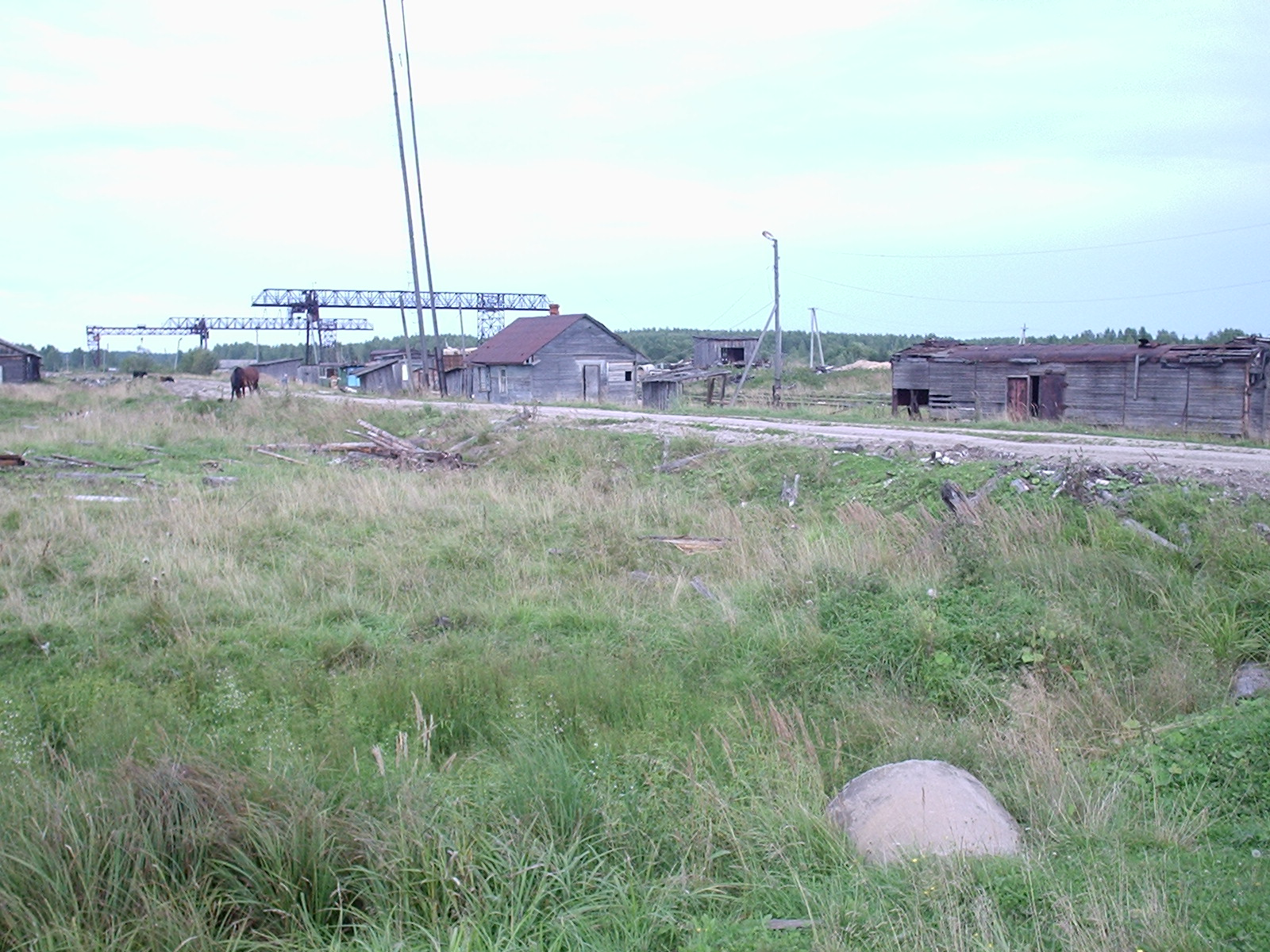
посёлок и станция Каменка

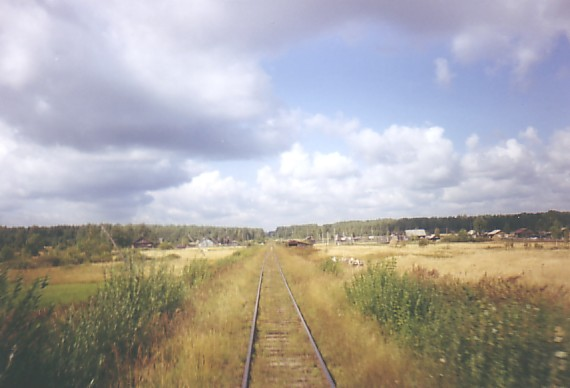
посёлок Максимовка, станция Прудовица

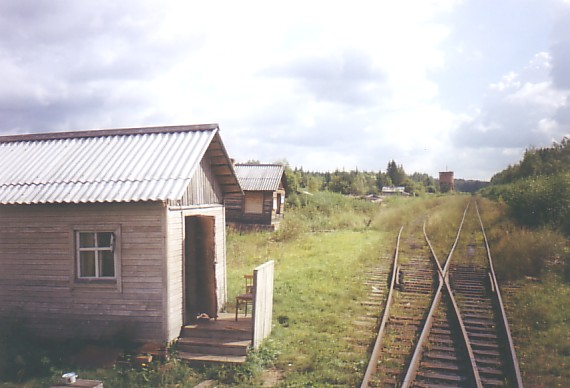
посёлок и станция Стеклянка

Вохтожское муниципальное образование — городское поселение в Грязовецком районе Вологодской области России.
Административный центр — рабочий посёлок Вохтога.

## История
В 1929 году был образован Вохтожский сельсовет при образовании Грязовецкого района. C 1935 по 1954 годы сельсовет входил в состав Лежского района. В период с 1960 по 1966 годы территория Вохтогского сельсовета подчинялась Сидоровскому сельсовету.
В 1999 году был утверждён список населённых пунктов Вологодской области. Согласно этому списку на территории современного Вохтожского городского поселения находились:
- пгт Вохтога,
- Вохтогский сельсовет с центром в хуторе Глубокое, включавший 25 населённых пунктов,
- Демьяновский сельсовет с центром Демьяново, включавший 14 населённых пунктов[2].

26 января 2004 года Демьяновский сельсовет был присоединён к Вохтожскому сельсовету.
Вохтожское муниципальное образование было создано к 1 января 2006 года в соответствии с Федеральным законом № 131 «Об общих принципах организации местного самоуправления в Российской Федерации». В его состав вошли пгт Вохтога и населённые пункты Вохтожского сельсовета.
7 марта 2013 года к Вохтожскому городскому поселению было присоединено Каменское сельское поселение.

## География
Расположено в восточной части района. Граничит:
- на западе с Сидоровским муниципальным образованием,
- на севере с Междуреченским районом,
- на востоке и юге с Костромской областью.

| Населённый пункт        | Расстояние до районного центра, км | Расстояние до центра поселения, км |
| ----------------------- | ---------------------------------- | ---------------------------------- |
| посёлок 18 км           | 79                                 | 5                                  |
| деревня Аксеново        | 63                                 | 5                                  |
| деревня Антипино        | 64                                 | 7,5                                |
| деревня Афанасково      | 69                                 | 5                                  |
| деревня Белово          | 65                                 | 8                                  |
| деревня Богданово       | 72                                 |                                    |
| деревня Ваганово        | 64                                 | 7,5                                |
| деревня Васильевка      | 70                                 |                                    |
| деревня Верхняя Пустынь | 68                                 | 5                                  |
| посёлок Вострогский     | 103                                |                                    |
| посёлок Восья           | 82                                 |                                    |
| деревня Восья           | 79                                 |                                    |
| п. г. т. Вохтога        | 59                                 | —                                  |
| деревня Вохтога         | 62                                 | 6                                  |
| хутор Глубокое          | 57                                 | —                                  |
| село Демьяново          | 70                                 |                                    |
| деревня Дресвище        | 59,5                               | 2,5                                |
| деревня Елховка         | 67                                 | 9                                  |
| хутор Исады             | 58                                 | 1                                  |
| посёлок Истопный        | 88                                 |                                    |
| посёлок Каменка         | 105                                |                                    |
| деревня Каменка         | 75                                 |                                    |
| хутор Каргино           | 58,5                               | 2                                  |
| посёлок Кирпичное       | 85                                 |                                    |
| посёлок Кирпичный Завод | 104                                |                                    |
| деревня Комарово        | 71                                 | 5                                  |
| деревня Корючево        | 64,5                               | 7                                  |
| деревня Липихино        | 74                                 |                                    |
| разъезд Лукино          | 69                                 | 10                                 |
| посёлок Максимовка      | 107                                |                                    |
| деревня Меленка         | 72                                 |                                    |
| деревня Михалково       | 63,5                               | 5                                  |
| посёлок Монза           | 73                                 |                                    |
| деревня Муниково        | 74                                 |                                    |
| деревня Нижняя Пустынь  | 66                                 | 6                                  |
| деревня Никольское      | 68                                 | 9                                  |
| деревня Орлово          | 73                                 |                                    |
| разъезд Подбережский    | 70                                 | 10                                 |
| посёлок Подкаменка      | 104                                |                                    |
| деревня Путилово        | 73                                 |                                    |
| деревня Родионово       | 68                                 | 10                                 |
| деревня Становое        | 72                                 |                                    |
| посёлок Стеклянка0      | 111                                |                                    |
| деревня Строево         | 61,5                               | 4                                  |
| деревня Тарасово        | 57,8                               | 1                                  |
| деревня Целенниково     | 64                                 | 6,5                                |
| деревня Черновка        | 66                                 | 8                                  |
| деревня Чухарица        | 59,5                               | 2,5                                |

Деревня, упразднённая 28.08.2020.
| Населённый пункт | Расстояние до районного центра, км | Расстояние до центра поселения, км |
| ---------------- | ---------------------------------- | ---------------------------------- |
| деревня Лысово   | 71                                 |                                    |

## Экономика
На территории муниципального образования расположена Монзенская железная дорога, Каменский лесопункт. Работают три средние, основная и неполная школы, дошкольные учреждения, районная больница № 2 посёлка Вохтога, детская школа искусств, аптека, поселковый Дом культуры с четырьмя филиалами, семь спортивных объектов, пять библиотек, гостиница, баня, клуб, три фельдшерско-акушерских пункта, котельная, артезианская скважина, почтовое отделение, торговые точки.

## Население
| 2011  | 2012  | 2013  | 2014  | 2015  | 2016  | 2017  |
| ----- | ----- | ----- | ----- | ----- | ----- | ----- |
| 7636  | ↘7400 | ↘7219 | ↗7496 | ↘7359 | ↘7203 | ↘7066 |
| 2018  | 2019  | 2020  | 2021  |       |       |       |
| ↘6984 | ↘6853 | ↘6724 | ↗6737 |       |       |       |

## Населённые пункты
В состав городского поселения входят 48 населённых пунктов.
| №  | Населённый пункт | Тип             | Население |
| -- | ---------------- | --------------- | --------- |
| 1  | 18 км            | посёлок         | 5         |
| 2  | Аксёново         | деревня         | 103       |
| 3  | Антипино         | деревня         | 0         |
| 4  | Афанасково       | деревня         | 0         |
| 5  | Белово           | деревня         | 3         |
| 6  | Богданово        | деревня         | 5         |
| 7  | Ваганово         | деревня         | 3         |
| 8  | Васильевка       | деревня         | 0         |
| 9  | Верхняя Пустынь  | деревня         | 4         |
| 10 | Вострогский      | посёлок         | 286       |
| 11 | Восья            | деревня         | 0         |
| 12 | Восья            | посёлок         | 19        |
| 13 | Вохтога          | рабочий посёлок | ↘5425     |
| 14 | Вохтога          | деревня         | 117       |
| 15 | Глубокое         | хутор           | 238       |
| 16 | Демьяново        | село            | 200       |
| 17 | Дресвище         | деревня         | 75        |
| 18 | Елховка          | деревня         | 0         |
| 19 | Исады            | хутор           | 44        |
| 20 | Истопный         | посёлок         | 71        |
| 21 | Каменка          | деревня         | 0         |
| 22 | Каменка          | посёлок         | 64        |
| 23 | Каргино          | хутор           | 77        |
| 24 | Кирпичное        | посёлок         | 0         |
| 25 | Кирпичный Завод  | посёлок         | 6         |
| 26 | Комарово         | деревня         | 0         |
| 27 | Корючево         | деревня         | 6         |
| 28 | Липихино         | деревня         | 0         |
| 29 | Лукино           | разъезд         | 0         |
| 30 | Максимовка       | посёлок         | 10        |
| 31 | Меленка          | деревня         | 0         |
| 32 | Михалково        | деревня         | 4         |
| 33 | Монза            | посёлок         | 10        |
| 34 | Муниково         | деревня         | 0         |
| 35 | Нижняя Пустынь   | деревня         | 0         |
| 36 | Никольское       | деревня         | 4         |
| 37 | Орлово           | деревня         | 31        |
| 38 | Подбережский     | разъезд         | 0         |
| 39 | Подкаменка       | посёлок         | 34        |
| 40 | Путилово         | деревня         | 51        |
| 41 | Родионово        | деревня         | 8         |
| 42 | Становое         | деревня         | 27        |
| 43 | Стеклянка        | посёлок         | 0         |
| 44 | Строево          | деревня         | 24        |
| 45 | Тарасово         | деревня         | 120       |
| 46 | Целенниково      | деревня         | 36        |
| 47 | Черновка         | деревня         | 0         |
| 48 | Чухарица         | деревня         | 119       |

### Упразднённые населённые пункты
| Населённый пункт    | ОКАТО          | Рег. номер | Расстояние до районного центра, км | Дата упразднения     | Примечание                        |
| ------------------- | -------------- | ---------- | ---------------------------------- | -------------------- | --------------------------------- |
| посёлок Пересечение | 19 224 848 009 | 3245       | 102                                | 20 декабря 2001 года | присоединён к посёлку Вострогский |
| посёлок Шпалорезка  | 19 224 848 012 | 3248       | 82                                 | 20 декабря 2001 года | присоединён к посёлку Вострогский |
| деревня Лысово      | 19 224 812 032 |            |                                    | 17 августа 2020 года |                                   |

## Известные уроженцы
- Сычёв, Константин Алексеевич (1903—1960) — полковник, активный участник ВОВ, дважды за разные подвиги представлялся к званию Героя Советского Союза, кавалер десяти боевых орденов, командир 74-й стрелковой Киевской Краснознаменной ордена Богдана Хмельницкого дивизии.